# Wijken en buurten in West Maas en Waal
De Nederlandse gemeente West Maas en Waal is voor statistische doeleinden onderverdeeld in wijken en buurten. De gemeente is verdeeld in de volgende statistische wijken:
- Wijk 01 Alphen (CBS-wijkcode:066801)
- Wijk 02 Altforst (CBS-wijkcode:066802)
- Wijk 03 Appeltern (CBS-wijkcode:066803)
- Wijk 04 Beneden-Leeuwen (CBS-wijkcode:066804)
- Wijk 05 Boven-Leeuwen (CBS-wijkcode:066805)
- Wijk 06 Dreumel (CBS-wijkcode:066806)
- Wijk 07 Maasbommel (CBS-wijkcode:066807)
- Wijk 08 Wamel (CBS-wijkcode:066808)

Een statistische wijk kan bestaan uit meerdere buurten. Onderstaande tabel geeft de buurtindeling met kentallen volgens het Centraal Bureau voor de Statistiek (2008):
| CBS-buurtcode | Buurtnaam                    | Inwonertal | Opp. totaal (ha) | Opp. land (ha) | Ligging                |
| ------------- | ---------------------------- | ---------- | ---------------- | -------------- | ---------------------- |
| BU06680100    | Kern Alphen                  | 850        | 38               | 38             | Locatie in de gemeente |
| BU06680101    | Buitengebied Alphen          | 840        | 1138             | 1062           | Locatie in de gemeente |
| BU06680200    | Kern Altforst                | 340        | 17               | 17             | Locatie in de gemeente |
| BU06680201    | Buitengebied Altforst        | 230        | 723              | 716            | Locatie in de gemeente |
| BU06680300    | Kern Appeltern               | 520        | 19               | 19             | Locatie in de gemeente |
| BU06680301    | Buitengebied Appeltern       | 320        | 612              | 418            | Locatie in de gemeente |
| BU06680400    | Kern Beneden-Leeuwen         | 5780       | 254              | 244            | Locatie in de gemeente |
| BU06680401    | Buitengebied Beneden-Leeuwen | 280        | 779              | 713            | Locatie in de gemeente |
| BU06680500    | Kern Boven-Leeuwen           | 1460       | 51               | 50             | Locatie in de gemeente |
| BU06680501    | Buitengebied Boven-Leeuwen   | 680        | 600              | 597            | Locatie in de gemeente |
| BU06680600    | Kern Dreumel                 | 2480       | 129              | 129            | Locatie in de gemeente |
| BU06680601    | Buitengebied Dreumel         | 830        | 1724             | 1530           | Locatie in de gemeente |
| BU06680700    | Kern Maasbommel              | 760        | 46               | 46             | Locatie in de gemeente |
| BU06680701    | Buitengebied Maasbommel      | 580        | 1022             | 895            | Locatie in de gemeente |
| BU06680800    | Kern Wamel                   | 2060       | 90               | 89             | Locatie in de gemeente |
| BU06680801    | Buitengebied Wamel           | 320        | 1273             | 1177           | Locatie in de gemeente |